# 아더 피플스 머니
《아더 피플스 머니》(L`argent des autres, Other People’s Money)는 프랑스에서 제작된 크리스티앙 샬롱쥐 감독의 1978년 드라마 영화이다.

## 출연
- 장루이 트랭티냥
- 카트린 드뇌브

## 기타
- 각색: 크리스티앙 샬롱쥐